# Theo van Lint

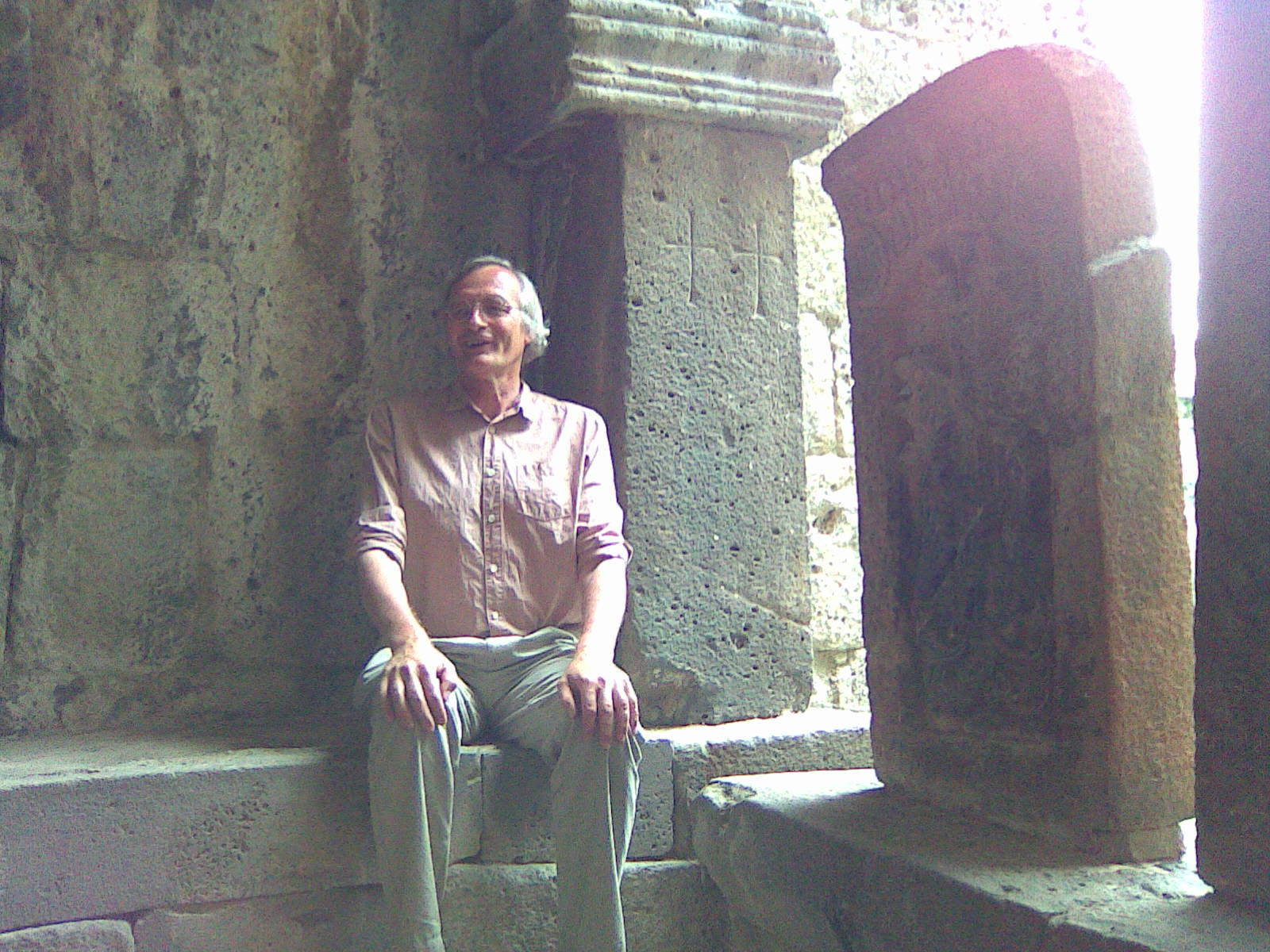
Theo van Lint, in het klooster van Sanahin, galerij van Grigor Magistros, 2013

Theo Maarten van Lint (Delft, 15 juni 1957) is een Nederlands armenoloog en hoogleraar Armeense studies aan de Universiteit van Oxford.

## Levensloop
Van Lint haalde in 1975 zijn eindexamen in Den Haag en studeerde daarna aan de Universiteit Leiden Slavische taal- en letterkunde en tevens Duitse taal- en letterkunde. In 1983 verbleef hij aan de Universiteit van Leningrad. Na zijn doctoraalexamen ging hij in Leiden verder met een studie vergelijkende taalwetenschap en specialiseerde zich in de oudere Armeense letterkunde. In 1989/90 studeerde hij aan de universiteit van Jerevan en deed wetenschappelijk onderzoek in het Matenadaran. In 1996 promoveerde hij cum laude op het proefschrift Kostandin of Erznka, an Armenian religious poet of the XIIIth-XIVth century. Armenian text with translation and commentary. Zijn promotor was de eerste hoogleraar Armeense studies in Nederland, Jos Weitenberg.
Het academisch jaar 1997/98 bracht hij als onderzoeker door aan het NIAS. Van Lint voerde diverse postdoc-projecten uit, waarna hij in 2002 werd benoemd tot Calouste Gulbenkian Professor of Armenian Studies aan de Universiteit van Oxford. Hij is verbonden aan Pembroke College.

## Werk
Theo van Lint is gespecialiseerd in Armeense poëzie en Middeleeuwse Armeense literatuur, maar hij doet eveneens onderzoek naar de vroegmoderne en moderne Armeense literatuur. Zijn onderwijs bevat alle onderdelen van de Armeense studies in de breedste zin, van taalonderwijs tot cultuur en geschiedenis. In dit kader heeft hij gastcolleges en seminars aan talrijke Europese en Noord-Amerikaanse universiteiten verzorgd. Van Lint is geregeld gasthoogleraar aan de Hebreeuwse Universiteit van Jeruzalem.
Daarnaast is hij verbonden aan talrijke wetenschappelijke Armeense organisaties. Hij is onder meer secretaris van de AIEA (Association Internationale des Études Arméniennes), adviseur van het Armenian Institute (London), vicevoorzitter van de Mahfouz Foundation en lid van de Society of Armenian Studies.
Van Lint is ook als vertaler van poëzie actief en heeft onder andere gedichten uit het Estisch vertaald.